# Edita Marie Mendelová
Edita Marie Mendelová, někdy Edita Miriam Mendelová (* 15. března 1965 v Brně) je česká filozofka, překladatelka a řeholnice dominikánského řádu. Ve svém díle se zaměřuje na spiritualitu pouštních otců. Překládá především náboženskou literaturu. Je též autorkou článků a recenzí. Přispívá také do náboženských časopisů (například periodika Zdislava vydávaného Litoměřickou diecézí.).